# Мартин намібійський
Мартин намібійський (Chroicocephalus hartlaubii) — вид мартинів з роду Chroicocephalus.

## Поширення
Вид поширений вздовж атлантичного узбережжя Південно-Африканської Республіки та Намібії. Осілий птах, хоча він може розповсюджуватися на короткі відстані вздовж узбережжя поза сезоном розмноження. Мешкає в прибережних районах і його рідко можна побачити на відстані більше 20 км від суші. Відповідні середовища існування включають мілкі прибережні води, де глибина води менше 50 м, лимани, лагуни, приливні зони, пляжі і гавані, також трапляється біля сміттєзвалищ.

## Опис
Його довжина становить близько 36-38 см. Птах переважно білий із сірими спиною та крилами, чорними кінцями крил і темно-червоними дзьобом та ногами. У сезон розмноження має нечіткий лавандово-сірий капюшон, але в решту часу у нього звичайна біла голова. Обидві статі схожі зовні.

## Розмноження
Інформація про час розмноження є суперечливою, хоча вона, здається, різниться географічно, причому в деяких областях види розмножуються в будь-який місяць року. Вид розмножується колоніями по 10-1000 пар, часто з крячкою Sterna bergii та іншими колоніальними видами. Гніздиться на низьких, плоских, скелястих прибережних островах. Розмножується колоніально, з гніздами на відстані 1-2 м.

## Харчування
Раціон складається переважно з морських безхребетних (наприклад личинки морських мух, бокоплави, молюски і ракоподібні), особливо ті, що пов'язані з ламінарією, а також наземних комах (наприклад цвіркуни, коники, жуки, нічні метелики та мурахи, дрібної риби, дощових черв'яків, плодів низькорослих кущів, субпродуктів та відходів.